# Orthotylus pullatus
Orthotylus pullatus är en insektsart som beskrevs av Van Duzee 1916. Orthotylus pullatus ingår i släktet Orthotylus och familjen ängsskinnbaggar. Inga underarter finns listade i Catalogue of Life.